# Caleb Claiborne Herbert
Caleb Claiborne Herbert (* um 1814 im Goochland County, Virginia; † 5. Juli 1867 in Columbus, Texas) war ein US-amerikanischer Plantagenbesitzer, Offizier und Politiker.

## Werdegang
Caleb Claiborne Herbert, Sohn von Clarissa Jones und Nathaniel Herbert, wurde während des Britisch-Amerikanischen Krieges im Goochland County geboren und wuchs dort auf. Über seine Jugendjahre ist nichts bekannt. Vor 1846 zog er mit seiner Ehefrau Mary und seinem Sohn William nach Texas und ließ sich bei Eagle Lake (Colorado County) nieder. Dort erwarb er eine Plantage östlich des Colorado Rivers, zwölf Meilen südöstlich von Columbus. 1860 war er einer der reichsten Grundbesitzer im Colorado County, einschließlich 47 Sklaven. Herbert vertrat zwischen 1857 und 1859 sowie zwischen 1859 und 1861 den Columbus District im Senat von Texas. Dieser umfasste folgende Counties: Austin County, Colorado County und Fayette County.
Nach dem Ausbruch des Bürgerkrieges trat er in eine Kompanie der Bürgerwehr bei Eagle Lake ein, wo er den Dienstgrad eines Captains bekleidete. Ab Juni 1861 diente er dann als Aide-de-Camp im 10. District. Dieser umfasste folgende Counties: Milam County, Burleson County, Washington County, Austin County und Colorado County. Während jener Zeit bekleidete er den Dienstgrad eines Colonels. Im November 1861 wurde er für den zweiten Wahlbezirk von Texas in den ersten Konföderiertenkongress gewählt, wo er am 18. Februar 1862 seinen Posten antrat. Während dieser Zeit saß er im Committee on Ordnance and Ordnance Stores, dem Committee on Post Offices and Post Roads und dem Committee to Investigate the Castle Thunder Prison. 1863 wählte man ihn in den zweiten Konföderiertenkongress, wo er bis 1865 tätig war. Während dieser Zeit saß er in dem Committee on Claims, dem Committee on Commerce und dem Committee to Investigate the Stewart Hospital. Wegen des konföderierten Wehrpflichtgesetzes forderte er die Sezession von Texas aus der Konföderation.
Nach dem Ende des Bürgerkrieges wurde er 1865 in den 39. US-Kongress und 1867 in den 40. US-Kongress jeweils für den vierten Wahlbezirk von Texas gewählt. Sein Kongresssitz wurde ihm aber beide Male aberkannt, da er den erforderlichen Eid (Ironclad Oath) nicht leisten wollte. Im Januar 1867 vertrat er das Colorado County bei einer Grundbesitzerversammlung in Houston, wo Alternativen für die freigelassenen Sklaven in der Landwirtschaft gesucht wurden. Wegen einer Verwechslung wurde er am 5. Juli 1867 vor einem Saloon in Columbus in aller Öffentlichkeit erschossen. Er wurde auf seiner Plantage bei Reel's Bend am Colorado River beigesetzt.